# Promozione 1948-1949
La Promozione 1948-1949 fu la prima edizione, dopo l'esperimento interrotto nei primi anni trenta, di un campionato di calcio di quarto livello a carattere interregionale disputatasi in Italia.
Il campionato era gestito da tre leghe interregionali distinte denominate "Lega Interregionale Nord", avente sede a Torino, "Lega Interregionale Centro", avente sede a Firenze, e "Lega Interregionale Sud", avente sede a Napoli. In totale furono 225 le squadre partecipanti.
Il regolamento metteva in palio 12 posti per la Serie C, sei per le società del Nord, quattro per il Centro e due per il Sud.

## Istituzione
La rinascita della categoria di Promozione si debbe alla riforma del campionato di Serie C decisa dalla FIGC nel luglio del 1947. Dopo la sua istituzione nel 1935, la terza divisione era andata infatti via via allargandosi negli anni grazie a continui ripescaggi, fino ad arrivare nel Secondo dopoguerra a dimensioni tali da non poter più essere organizzata a livello nazionale, dovendo essere separata in tre distinti tornei interregionali. La Federazione stabilì quindi che nel 1948 un ristretto numero di società avrebbe restaurato la terza serie nella sua forma originale, mentre le squadre escluse avrebbero continuato a giocare un torneo uguale nella struttura, ma non più nel nome, all'ultima edizione della Serie C pre-riforma. Nello scegliere la nuova denominazione si volle restaurare quella della vecchia competizione abolita dal Compromesso Colombo nel 1922, e questo perché la nuova manifestazione andava a posizionarsi nella piramide calcistica italiana ad un livello del tutto simile a quello occupato dall'antico torneo.
Nello schema originale il campionato si sarebbe dovuto articolare su dodici gironi da 16 squadre, con le capoliste promosse in Serie C e le ultime quattro società di ogni raggruppamento retrocesse nelle leghe regionali. Il Caso Napoli fu però l'occasione per un allargamento dei quadri, che portò l'organico della competizione a 225 partecipanti, di cui 107 al Nord, 72 al Centro e 46 al Sud. In particolare la Lega Sud ottenne dalla Federazione un inquadramento autonomo, istituendo un terzo gruppo rispetto ai due originariamente assegnatile, e giustificando tale trattamento di favore con la necessità di ridurre la lunghezza delle trasferte; gli equilibri con le altre leghe non avrebbero dovuto comunque essere alterati, e quindi si decise di far rimanere solo due le promosse al Sud.

## Lega Interregionale Nord
La Lega Interregionale Nord aveva sede a Torino in via San Quintino 3, con telefono numero 52456. Organizzò un campionato composto da sei gironi e 107 squadre, di cui 94 già affiliate alla Lega e 13 neopromosse dalle leghe regionali.
 Partecipanti 

 Girone A 
- S.C. Alassio
- U.S. Albenga
- U.S. Bolzanetese
- A.S. Borgotarese
- U.S. Ind. Cairese
- A.S. Corniglianese
- A.C. Entella
- U.S. Ilva Novese (R)
- Imperia Sportiva
- A.S. Intemelia[4] (Ventimiglia) (R)
- U.S. Lavagnese
- U.S. Pontedecimo
- A.C. Rapallo Ruentes
- U.S. Rivarolese
- U.S. Sarzanese
- F.B.C. Speranza
- Vado F.B.C.
- Varazze F.B.C.

 Girone B 
- Acqui U.S.
- Angerese
- U.S. Aosta
- U.S. Borgomanerese
- U.S. Coggiola (R)
- Cuneo Sportiva
- Gattinara F.C.
- U.S. Juventus Domo
- F.B.C. Laveno (R)
- F.B.C. Luino
- F.B.C. Pinerolo
- U.S. Pray (R)
- U.S. Saviglianese
- U.S. Sestese (R)
- U.S. Stella Alpina (Ponzone di Trivero)
- U.S. Trinese
- Verbania Sportiva

 Girone C 
- A.C. Biumense 1945
- A.C. Cantù
- U.S. Caratese
- S.S. Cuggiono
- G.S. Falck
- A.C. Lecco
- U.S. Mariano
- A.C. Meda
- S.C. Menaggio (R)
- U.S. Olginatese
- Rhodense Calcistica
- F.B.C. Saronno
- S.S. Sommese (Somma Lombardo)
- Sondrio Sportiva
- U.S. Tiranese
- A.C. Villasanta Aldo Sala (R)
- U.S. Vimercatese
- A.S. Vis Nova

 Girone D 
- F.B.C. Abbiategrasso
- U.S. Ardens
- U.S. Bagnolese (Bagnolo Mella)
- U.S. Breno (R)
- F.B.C. Casteggio
- A.S. Chiari
- A.C. Codogno
- U.S. Corsico
- A.C. Derthona
- A.C. Fidenza
- Garlasco Sportiva
- U.S. Melzo
- S.S. Olubra (Castel San Giovanni)
- Sant'Angelo Sportiva
- A.C. Sebinia
- U.S. Soresinese
- S.G. Stradellina
- C.S. Trevigliese

 Girone E 
- U.S. Audace
- A.C. Badia (Badia Polesine)
- A.C. Bassanese
- A.C. Belluno
- U.S. Cerea (R)
- C.S. Coneglianese
- G.S. Giorgione
- G.S. Lancia (Bolzano) (R)
- C.S. Lanerossi Schio
- A.C. Legnago
- U.S. Luparense
- Merano Sportiva
- A.C. Montagnana
- A.C. Pellizzari
- U.S. Rovereto
- A.C. Thiene
- A.C. Trento
- U.S. Vittorio Veneto

 Girone F 
- G.S. Chiavris (R)
- A.C. Cividalese
- A.S. Cormonese (Cormons)
- C.S. Dolo
- A.C. Edera Monfalconese[5]
- G.S. Mira (R)
- U.S. Miranese
- A.C. Palmanova
- C.S. Ponziana
- A.P. Portogruarese
- U.C. Pro Cervignano
- A.C. San Donà
- S.A.I.C.I. Torviscosa
- S.S. Sangiorgina
- S.S. San Giovanni Trieste
- A.C. San Marco (Venezia)
- U.S. Sanvitese
- A.S. Sant'Anna Trieste

## Lega Interregionale Centro
La Lega Interregionale Centro aveva sede a Firenze in viale dei Mille 141, con telefono numero 50466. Organizzò un campionato composto da quattro gironi e 72 squadre, di cui 59 già affiliate alla Lega e 12 neopromosse dalle leghe regionali, più il Rieti rifondato dopo essere stato escluso dalla Divisione Nazionale.
 Partecipanti 

 Girone G 
- S.P. Alma Juventus
- U.S. Altedo Calcio
- U.S. Bagnacavallo (R)
- A.S. Buscaroli (Conselice)
- U.S. Edera
- C.A. Faenza
- Ferrovieri Calcio (Bologna)
- A.C. Forlimpopoli
- U.S. Forti e Liberi
- A.C. Imolese
- A.C. Minatori (Perticara)
- A.C. Riccione
- U.S. Russi
- U.S. Salsomaggiore
- A.C. Sammaurese
- U.S. Vignolese
- Pol. Vigor Senigallia
- S.P. Vis Sauro

 Girone H 
- A.C. Aglianese
- C.S. Aquila Montevarchi
- S.S. Castelfiorentino
- A.S. Cecina
- A.C. Colligiana
- U.S. Cuoiopelli
- U.S. Forte dei Marmi
- S.S. Lanciotto Ballerini
- A.S. Montecatini
- U.S. Orbetello
- U.S. Pietrasanta
- U.S. Poggibonsi
- U.S. Pontassieve (R)
- U.S. Pontedera
- U.S. Sangiovannese
- S.S. Scintilla (Riglione) (R)
- A.S. Sestese
- S.S. delle Signe
- G.S. Tettora

 Girone I 
- U.S. Albatrastevere[7]
- S.S. A.L.M.A.S.
- B.P.D. Colleferro (R)
- U.S. Civitavecchiese
- S.S. Formia (R)
- A.S. Fortitudo (R)
- A.S. Frosinone
- U.S. La Pontina
- A.C. Az. Montevecchio (R)
- A.S. Ostiense
- S.S. Poligrafico (Roma)
- S.S. Romana Gas (Roma) (R)
- S.S. San Lorenzo (Roma San Lorenzo)
- U.S. Sora
- G.S. S.T.E.F.E.R.
- S.S. Trionfalminerva (Roma) (R)
- A.S. Tuscania
- U.S. Viterbese

 Girone L 
- A.S. Ascoli
- S.S. Chieti
- S.S. Cartiera Miliani (R)
- U.S. Fermana
- A.S. Foligno
- Pol. Forza e Coraggio
- A.S. Jesina
- S.S. Lanciano
- A.S. L'Aquila
- U.S. Lavoratori Società Terni (R)
- Rieti (N)
- S.P. Rosetana (R)
- S.S. Sulmona
- A.S. Teramo
- U.S. Tolentino
- S.S. Vastese
- S.S. Virtus

## Lega Interregionale Sud
La Lega Interregionale Sud aveva sede a Napoli in piazza Santa Maria a Pizzofalcone 1, con telefono numero 62245. Organizzò un campionato composto da tre gironi e 46 squadre, di cui 27 già affiliate alla Lega e 18 neopromosse dalle leghe regionali, più il neocostituito Campobasso deputato a rappresentare il Molise. Per questa stagione si stabilì che solo due squadre per girone sarebbero retrocesse, per un totale di sei contro le otto che sarebbero salite dalle corrispondenti leghe regionali, e questo per poter portare al numero standard di 16 le partecipanti ad ogni girone meridionale nel 1949.
 Partecipanti 

 Girone M 
- Pol. Afragolese
- Angri
- Caserta
- S.S. Ercolanese
- U.S. Gladiator (R)
- A.C. Ilva Bagnolese
- G.S. Juve Alfa
- S.S. Juventus Gragnano
- S.S. Maddalonese (R)
- Portici
- Puteolana (R)
- C.R. dei Lavoratori S.E.T.
- Sorrento
- Pol. Turris
- Vigor Nicastro
- S.S. Virtus Frattese

 Girone N 
- U.S. Ariano (R)
- S.S. Armando Diaz (R)
- U.S. Audace (R)
- U.S. Audace
- S.S. Barletta
- U.S. Biscegliese
- U.S. Campobasso (*)
- U.S. Corato (R)
- G.S. CRAL Incedit
- U.S. Antonio Toma Maglie (R)
- U.S. Manduria (R)
- A.S. Molfetta
- U.S. San Pietro (San Pietro Vernotico)
- U.S. San Severo
- U.S. Serenissima (R)

 Girone O 
- A.C. Agrigento
- A.S. Caltagirone (R)
- A.S. Canicattì
- U.S. Folgore Castelvetrano (R)
- Comitato Sp. Pro Enna (R)
- U.S. Gioiese
- C.S. Licata (R)
- S.C. Marsala
- U.S. Nissena
- U.S. Notinese
- U.S. Palmese (R)
- A.S. Sciacca (R)
- U.S. Spadaforese (R)
- A.S. Termini
- C.S. Vittoria (R)